# عمار ميهتا
عمار ميهتا (بالإنجليزية: Amar Mehta)‏ هو متزلج فني هندي، ولد في 19 نوفمبر 1990 في جزيرة ستاتن في الولايات المتحدة.

## وصلات خارجية
- عمار ميهتا على موقع الاتحاد الدولي للتزلج (الإنجليزية)